# Myloplus
Myloplus és un gènere de peixos de la família dels caràcids i de l'ordre dels caraciformes.

## Taxonomia
- Myloplus arnoldi (Ahl, 1936)[2]
- Myloplus asterias (Müller & Troschel, 1844)[3][4]
- Myloplus planquettei (Jégu, Keith & Le Bail, 2003)[5]
- Myloplus rubripinnis (Müller & Troschel, 1844)[3]
- Myloplus torquatus (Kner, 1858)[6][7][8][9][10][11][12]